# 米勒科勒尼 (蒙大拿州)
米勒科勒尼（英語：Miller Colony）是位於美國蒙大拿州提頓縣的普查規定居民點。

## 人口
根據2020年美國人口普查的數據，米勒科勒尼的面積為0.95平方千米，皆為陸地。當地共有人口9人，而人口密度為每平方千米9.47人。